# Ивич, Павле
Павле И́вич (серб. Павле Ивић) (Белград, 1 декабря 1924 — Белград, 19 сентября 1999) — сербский лингвист, учёный, профессор, академик Сербской академии наук и искусств и трёх иностранных академий.

## Биография
Павле Ивич родился в 1924 году в Белграде. Сын историка-цивилиста Алексы Ивича. В 1943 году Павле Ивич окончил гимназию. В 1949 году окончил филологический факультет Белградского университета. В 1949—1954 годах работал ассистентом в Институте сербского языка; в 1954—1972 гг. — доцентом, а затем профессором философского факультета в Новом Саде. В 1956-1959 гг. Ивич организовал диалектологические экспедиции в Магача-Малу (Славония), Мрацлин (Загребское Загорье) и Риеку. В 1972—1975 гг. — профессор филологического факультета Белградского университета. В 1972 г. избран членом-корреспондентом, а в 1978 г. — действительным членом Сербской академии наук и искусств. В 1960—1961, 1964, 1969—1970, 1980 и 1986 гг. работал экстраординарным профессором в университетах США; читал лекции и курсы лекций в университетах Канады, Японии, СССР (1969 г.), Польши, Чехословакии, Голландии, Швеции, Англии, Венгрии, Румынии, Дании, Норвегии.
Заслугой Ивича является введение общих структурно-типологических методов в изучение диалектов. Ивич подходит к историческим явлениям языка в позиций национально-культурного контекста. Он — автор фундаментальных трудов «Диалектология сербохорватского языка» (1956), «О диалекте галлипольских сербов» (1957), «Штокавский диалект» (1958), «Сербский народ и его язык» (1971).
Член Норвежской академии наук, АН США (1973) и Австрии.
Член редколлегии Европейского лингвистического атласа. Его доклады были представлены на международных конгрессах славистов в Киеве, Софии, Таллине, Эванстауне, Чикаго, Сиднее, Голуэе (Ирландия), Лондоне, Париже, Геттингене.

## Семья
Супруга — Милка Ивич, лингвист, академик Сербской академии наук и искусств; сын — математик академик Александр Ивич.